# 當歸四逆湯
當歸四逆湯，出自《傷寒雜病論》。

## 主治
少陰病，脈微而弱，身痛如掣者。

## 臨床實驗
對48例偏頭痛患者，排除外傷、高血壓、腫瘤、五官科等器質性疾病，給予當歸四逆湯，治癒18例、顯效20例、好轉7例、無效3例。